# بخش کمپ لیک، شهرستان سوئیفت، مینه سوتا
بخش کمپ لیک (به انگلیسی: Camp Lake Township) یک منطقهٔ مسکونی در ایالات متحده آمریکا است که در شهرستان سوئیفت، مینه‌سوتا واقع شده‌است.
 بخش کمپ لیک ۹۲٫۸ کیلومتر مربع مساحت و ۲۲۲ نفر جمعیت دارد و ۳۲۹ متر بالاتر از سطح دریا واقع شده‌است.